# Soyuz 12
Soyuz 12 foi o voo de teste da espaçonave soviética Soyuz redesenhada, que tinha a intenção de prover uma maior segurança à tripulação, após a tragédia da Soyuz 11. A capacidade de tripulantes da cápsula foi reduzida de três para dois cosmonautas para permitir que os trajes espaciais pudessem ser vestidos durante o lançamento, reentrada, e manobras potencialmente perigosas como a aterrissagem.
Os cosmonautas Vasili Lazarev - primeiro comandante de uma missão Soyuz que não havia sido piloto anteriormente - e Oleg Makarov avaliaram a nova nave, que provou ser um sucesso e com um bom comportamento.

## Tripulação
| Posição           | Cosmonauta     |
| ----------------- | -------------- |
| Comandante        | Vasili Lazarev |
| Engenheiro de voo | Oleg Makarov   |

## Parâmetros da Missão
- Massa: 6 720 kg
- Perigeu: 306 km
- Apogeu: 348 km
- Inclinação: 51.0°
- Período: 91.0 minutos